# Gogoși
Els gogoși, en singular gogoașă, són uns dolços típics de la cuina romanesa, similars als dònuts, però sense forats. Normalment es preparen en oli ben calent a partir d'una massa semblant a la dels xurros, i poden farcir-se amb xocolata, melmelada, o formatge romanès com ara l'urdă. Sovint es recobreix amb sucre en pols.